# Napeogenes terastis
Napeogenes terastis är en fjärilsart som beskrevs av Richard Haensch 1905. Napeogenes terastis ingår i släktet Napeogenes och familjen praktfjärilar. Inga underarter finns listade i Catalogue of Life.